# Mulki
Mulki è una suddivisione dell'India, classificata come town panchayat, di 16.398 abitanti, situata nel distretto del Kannada Meridionale, nello stato federato del Karnataka. In base al numero di abitanti la città rientra nella classe IV (da 10.000 a 19.999 persone).

## Geografia fisica
La città è situata a 13° 5' 60 N e 74° 47' 60 E e ha un'altitudine di 6 m s.l.m..

## Società

### Evoluzione demografica
Al censimento del 2001 la popolazione di Mulki assommava a 16.398 persone, delle quali 7.890 maschi e 8.508 femmine. I bambini di età inferiore o uguale ai sei anni assommavano a 1.759, dei quali 857 maschi e 902 femmine. Infine, coloro che erano in grado di saper almeno leggere e scrivere erano 12.652, dei quali 6.468 maschi e 6.184 femmine.